# Galbárruli
Galbárruli település Spanyolországban, La Rioja autonóm közösségben. Galbárruli Miranda de Ebro, Sajazarra, Fonzaleche és Cellorigo községekkel határos. Lakosainak száma 79 fő (2024).

## Népesség
A település népessége az elmúlt években az alábbi módon változott:
| Lakosok száma | 70   | 67   | 69   | 64   | 62   | 48   | 52   | 62   | 75   | 79   |
|               | 2001 | 2004 | 2007 | 2009 | 2012 | 2014 | 2017 | 2019 | 2022 | 2024 |